# Martigny-les-Gerbonvaux
Martigny-les-Gerbonvaux  é uma comuna francesa na região administrativa de Grande Leste, no departamento de Vosges. Estende-se por uma área de 9,04 km². Em 2010 a comuna tinha 110 habitantes (densidade: 12,2 hab./km²).